# La Perezosa
La Perezosa es un óleo sobre tela realizado por el pintor peruano Daniel Hernández Morillo en 1906. Sus dimensiones son de 70 cm × 105 cm. La pintura actualmente se expone en el Museo de Arte de Lima, Perú.
Forma parte de la serie conocida como ‘Las perezosas’ en el cual el pintor retrata a mujeres descansando.
El pintor fue formado en el taller del italiano Leonardo Barbieri. Abandonó el Perú para seguir estudios en Europa, logrando cierto éxito dentro de los salones oficiales. La pintura mostraba renovación superficial, estaba ligada a la esencia de la pintura narrativa y anecdótica del siglo XIX. Los tonos pastel y la ligereza del conjunto lo asocian a las escenas galantes escenificadas en el siglo XVIII. Esto le valió la Segunda Medalla en el Salón de París en 1899, así como la Condecoración de la Legión de Honor en 1901.